# Halasana

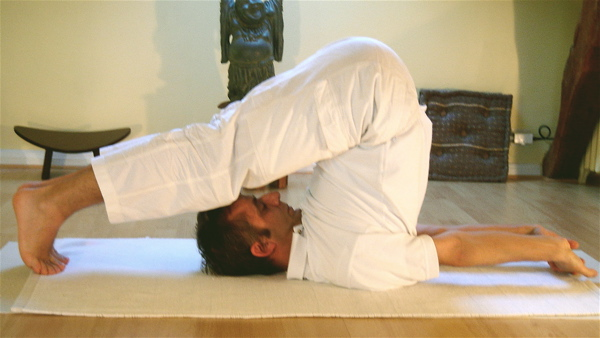
De Ploeg
Halasana

Halasana (Sanskriet voor ploeghouding) is een houding of asana.
| Sanskriet | vertaling                   |
| hala      | ploeg                       |
| asana     | houding (letterlijk: 'zit') |

## Beschrijving
De Ploeg wordt liggend op de rug uitgevoerd, waarbij de benen omhoog gehesen worden en achter op de grond worden neergezet.
Er moet in acht genomen worden dat deze houding een aanmerkelijke spanning op de halswervel geeft (die er niet voor ontworpen is dit gewicht te dragen). Het is derhalve een houding voor gevorderde yoga-beoefenaars.
Een alternatief is door de benen omhoog te houden met gestrekte hamstrings. Andere alternatieven zijn de Paripurna Navasana (De Volledige Boothouding) of de Paschimottanasana (Intense Strekking van het Westen).